# Florence Deshon
Florence Deshon, chiamata anche Florence Deschon (Tacoma, 19 luglio 1894 – New York, 4 febbraio 1922), è stata un'attrice statunitense che girò, nella sua breve carriera (dal 1915 al 1921) ventiquattro pellicole.

## Biografia
Nacque a Tacoma, nello stato di Washington, da Samuel e Florence C. Danks. Iniziò la carriera di attrice in teatro e il suo nome apparve in alcuni spettacoli di Broadway andati in scena negli anni dieci.
Il suo primo film, The Beloved Vagabond prodotto dalla Pathé Exchange, lo girò nel 1915.
Nella sua carriera, tra i ventiquattro film che interpretò, fu diretta tra gli altri da registi come Maurice Tourneur, Tom Terriss, Frank Lloyd, Reginald Barker. Il suo ultimo film fu The Roof Tree, diretto da John Francis Dillon.
Il 4 febbraio del 1922, fu trovata incosciente nel suo appartamento di New York invaso dal gas. Trasportata in ospedale, i tentativi per salvarla risultarono vani e Florence morì nel pomeriggio.

## Filmografia
- The Beloved Vagabond, regia di Edward José (1915)
- The Ruling Passion, regia di James C. McKay (1916) (con il nome Florence Deschon)
- Jaffery, regia di George Irving (1916)
- The Judgement House, regia di James Stuart Blackton (1917)
- The Auction Block, regia di Laurence Trimble (1917)
- The Other Man, regia di Paul Scardon (1918)
- The Desired Woman, regia di Paul Scardon (1918)
- A Bachelor's Children, regia di Paul Scardon (1918)
- Just a Woman, regia di Julius Steger (1918)
- The Golden Goal, regia di Paul Scardon (1918)
- The Girl and the Graft, regia di William P.S. Earle (1918)
- One Thousand Dollars, regia Kenneth S. Webb (1918)
- Love Watches, regia di Henry Houry (1918)
- The Clutch of Circumstance, regia di Henry Houry (1918)
- The Cambric Mask, regia di Tom Terriss (1919)
- The Loves of Letty, regia di Frank Lloyd (1919)
- The Cup of Fury, regia di T. Hayes Hunter (1920)
- Duds, regia di Thomas R. Mills (1920)
- Dangerous Days, regia di Reginald Barker (1920)
- Dollars and Sense, regia di Harry Beaumont (1920)
- The Twins of Suffering Creek, regia di Scott R. Dunlap e, non accreditato, William A. Wellman (1920)
- Deep Waters, regia di Maurice Tourneur (1920)
- Curtain, regia di James Young (1920)
- The Roof Tree, regia di John Francis Dillon (1921)

## Spettacoli teatrali
- The Sunshine Girl, libretto di Paul A. Rubens e Cecil Raleigh  (Broadway, 3 febbraio 1913)
- Seven Chances, di Roi Cooper Megrue (Broadway, 8 agosto 1916)